# Bruce Arena
Bruce Arena (Brooklyn, Nueva York, 21 de septiembre de 1951) es un exfutbolista y entrenador de fútbol estadounidense. Actualmente dirige al San Jose Earthquakes de la Major League Soccer.

## Trayectoria
Arena fue un jugador de fútbol durante su juventud en los años 1960 y 70 y tiene un gran corazón por el equipo como un guardián. 
Fue el entrenador de la Universidad de Virginia de 1978 a 1995, ganó cinco campeonatos nacionales, (en NCAA Championships). Además, hizo desarrollar una abundancia de futbolistas de jugarían para esto, entre los que estarían Claudio Reyna, Jeff Agoos, John Harkes y Tony Meola.
En 1996, Arena comenzó a entrenar profesionalmente, estando al frente del D.C. United en la primera temporada de la MLS. El equipo se quedó con la MLS Cup tras derrotar a Los Angeles Galaxy en la final del torneo. Luego, volvió a ganar la liga en 1997. En 1998, perdió la final de la Copa MLS, sin embargo, se consagró a nivel internacional tras conquistar la Copa de Campeones de la Concacaf y la Copa Interamericana. 
En 1998, fue nombrado nuevo seleccionador de Estados Unidos luego de la renuncia de Steve Sampson. Arena dirigió a los norteamericanos en las Copas del Mundo de 2002 y 2006. En la primera, su equipo llegó a los cuartos de final; y en la siguiente, quedó eliminado en primera ronda. En su palmarés, sumó dos Copas de Oro de la Concacaf en 2002 y 2005, tras vencer a Costa Rica y a Panamá respectivamente. Abandonó la dirección del conjunto nacional a finales de 2006.
Tras su paso como seleccionador, pasó a dirigir a los New York Red Bulls durante una temporada. En 2008, se incorporó a Los Angeles Galaxy. En su primer año con el club fue bastante irregular, pero en 2009, avanzó a los playoffs y disputó la final por el título, en la cual perdió en los penales ante el Real Salt Lake. En 2011, su equipo finalizó como el mejor de la MLS y se consagró campeón de la MLS Cup. En 2012 tuvo un mediocre primer semestre, pero meses después, logró clasificar a la postemporada y ganó nuevamente la MLS Cup. En 2014 alcanzó su quinto campeonato de liga tras derrotar al New England Revolution en la final.
A finales de 2016, dejó el banquillo de Los Angeles Galaxy para volver a ponerse al mando de la selección de los Estados Unidos, reemplazando a Jürgen Klinsmann. En julio de 2017, consiguió su tercera Copa de Oro de la Concacaf y la sexta para el equipo tras vencer en la final ante Jamaica. Sin embargo, dimitió unos meses después, en octubre, tras no poder clasificarse para el Mundial de Rusia 2018.
Fue nombrado entrenador y director deportivo de la New England Revolution el 14 de mayo de 2019, en sustitución de Brad Friedel. El 1 de agosto de 2023, Arena fue puesta en licencia administrativa por el club en medio de acusaciones de "comentarios insensibles e inapropiados". El 9 de septiembre, renunció como entrenador y director deportivo del equipo.
El 7 de noviembre de 2024, asumió al frente del San Jose Earthquakes.

## Selección nacional
Ha sido internacional con la selección estadounidense. Su única aparición fue en un amistoso frente a Israel, encuentro que se jugó el 15 de noviembre de 1973.

## Clubes

### Como jugador
| Club         | País           | Año  |
| ------------ | -------------- | ---- |
| Tacoma Tides | Estados Unidos | 1976 |

### Como entrenador
| Club                                     | País           | Año           |
| ---------------------------------------- | -------------- | ------------- |
| Universidad Cornell (Entrenador Adjunto) | Estados Unidos | 1973          |
| Universidad de Puget Sound               | Estados Unidos | 1976          |
| Universidad de Virginia                  | Estados Unidos | 1978-1996     |
| Selección Sub-23 de los Estados Unidos   | Estados Unidos | 1995-1996     |
| D.C. United                              | Estados Unidos | 1996-1998     |
| Selección de los Estados Unidos          | Estados Unidos | 1998-2006     |
| New York Red Bulls                       | Estados Unidos | 2006-2007     |
| Los Angeles Galaxy                       | Estados Unidos | 2008-2016     |
| Selección de los Estados Unidos          | Estados Unidos | 2016-2018     |
| New England Revolution                   | Estados Unidos | 2019-2023     |
| San Jose Earthquakes                     | Estados Unidos | 2024-presente |

## Estadísticas como entrenador
| Club                            | País           | Año           | PJ  | PG  | PE  | PP  | Efectividad |
| ------------------------------- | -------------- | ------------- | --- | --- | --- | --- | ----------- |
| D.C. United                     | Estados Unidos | 1996-1998     | 128 | 71  | 28  | 29  | 62.76%      |
| Selección de los Estados Unidos | Estados Unidos | 1998-2006     | 130 | 71  | 29  | 30  | 62.06%      |
| New York Red Bulls              | Estados Unidos | 2006-2007     | 52  | 19  | 13  | 20  | 44.87%      |
| Los Angeles Galaxy              | Estados Unidos | 2008-2016     | 348 | 166 | 89  | 93  | 56.22%      |
| Selección de los Estados Unidos | Estados Unidos | 2016-2018     | 18  | 10  | 6   | 2   | 66.67%      |
| New England Revolution          | Estados Unidos | 2019-2023     | 156 | 71  | 48  | 37  | 55.77%      |
| San Jose Earthquakes            | Estados Unidos | 2024-presente | 30  | 10  | 9   | 11  | 43.33%      |
| Total                           | Total          | Total         | 862 | 418 | 222 | 222 | 57.07%      |

## Palmarés

### Campeonatos universitarios
| Título      | Club                    | País           | Año  |
| ----------- | ----------------------- | -------------- | ---- |
| College Cup | Universidad de Virginia | Estados Unidos | 1989 |
| College Cup | Universidad de Virginia | Estados Unidos | 1991 |
| College Cup | Universidad de Virginia | Estados Unidos | 1992 |
| College Cup | Universidad de Virginia | Estados Unidos | 1993 |
| College Cup | Universidad de Virginia | Estados Unidos | 1994 |

| Título                      | Club                    | País           | Año  |
| --------------------------- | ----------------------- | -------------- | ---- |
| ACC Men's Soccer Tournament | Universidad de Virginia | Estados Unidos | 1988 |
| ACC Men's Soccer Tournament | Universidad de Virginia | Estados Unidos | 1991 |
| ACC Men's Soccer Tournament | Universidad de Virginia | Estados Unidos | 1992 |
| ACC Men's Soccer Tournament | Universidad de Virginia | Estados Unidos | 1993 |
| ACC Men's Soccer Tournament | Universidad de Virginia | Estados Unidos | 1994 |
| ACC Men's Soccer Tournament | Universidad de Virginia | Estados Unidos | 1995 |

### Campeonatos nacionales
| Título                 | Club                   | País           | Año  |
| ---------------------- | ---------------------- | -------------- | ---- |
| MLS Cup                | D.C. United            | Estados Unidos | 1996 |
| U.S. Open Cup          | D.C. United            | Estados Unidos | 1996 |
| MLS Supporters' Shield | D.C. United            | Estados Unidos | 1997 |
| MLS Cup                | D.C. United            | Estados Unidos | 1997 |
| MLS Supporters' Shield | Los Angeles Galaxy     | Estados Unidos | 2010 |
| MLS Supporters' Shield | Los Angeles Galaxy     | Estados Unidos | 2011 |
| MLS Cup                | Los Angeles Galaxy     | Estados Unidos | 2011 |
| MLS Cup                | Los Angeles Galaxy     | Estados Unidos | 2012 |
| MLS Cup                | Los Angeles Galaxy     | Estados Unidos | 2014 |
| MLS Supporters' Shield | New England Revolution | Estados Unidos | 2021 |

### Campeonatos internacionales
| Título                           | Club                        | País           | Año  |
| -------------------------------- | --------------------------- | -------------- | ---- |
| Copa de Campeones de la Concacaf | D.C. United                 | Estados Unidos | 1998 |
| Copa Interamericana              | D.C. United                 | Estados Unidos | 1998 |
| Copa de Oro de la Concacaf       | Selección de Estados Unidos | Estados Unidos | 2002 |
| Copa de Oro de la Concacaf       | Selección de Estados Unidos | Estados Unidos | 2005 |
| Copa de Oro de la Concacaf       | Selección de Estados Unidos | Estados Unidos | 2017 |

### Distinciones individuales
| Distinción                                   | Año              |
| -------------------------------------------- | ---------------- |
| Entrenador del año de la Major League Soccer | 1997, 2009, 2011 |
| National Soccer Hall of Fame                 | 2010             |